# 사랑은 마법사
사랑은 마법사(스페인어: El amor brujo, 영어: Love, the Magician)는 1914~15년 마누엘 데 파야가 그레고리오 마르티네즈 시에라가 만든 리브레토에 작곡한 발레다. 1916년에 파야는 6중주 오케스트라와 그 이듬해에 작은 오케스트라를 위한 콘서트 버전을 만들었다. 후에 그는 피아노 스위트룸을 만들어 내레이션 확대, 내레이션 제거, 작은 자르기 및 줄거리 변경, 숫자에 대한 다른 순서 등을 갖춘 두 번째 발레 버전(1925년)을 만들었다.